# SH2B1
La proteína adaptadora 1 de SH2B es una proteína que en humanos está codificada por el gen SH2B1 .

## Interacciones
Se ha demostrado que SH2B1 interactúa con :
- Grb2,[4]
- Receptor de insulina,[2][5]
- Janus quinasa 2,[6][7] y
- TrkA .[8]

## Significación clínica
Se ha encontrado que las variaciones cercanas al gen SH2B1 o en el gen SH2B1 se asocian con la obesidad en dos estudios muy grande de asociación del genoma completo del índice de masa corporal (IMC). Además, las deleciones de SH2B1 están asociadas con obesidad severa de inicio temprano.